# トリヴィクラマサナ
トリヴィクラマサナ（Trivikramasana、サンスクリット: त्रिविक्रमासन）またはスタンディング・スプリット（standing splits）は、ハタ・ヨーガの立ちアーサナ。
この立ちポーズは、片足を体の横に真っ直ぐ伸ばし、片手で足首を握る。 もう片方の腕は真横に伸ばす。

## 語源と起源

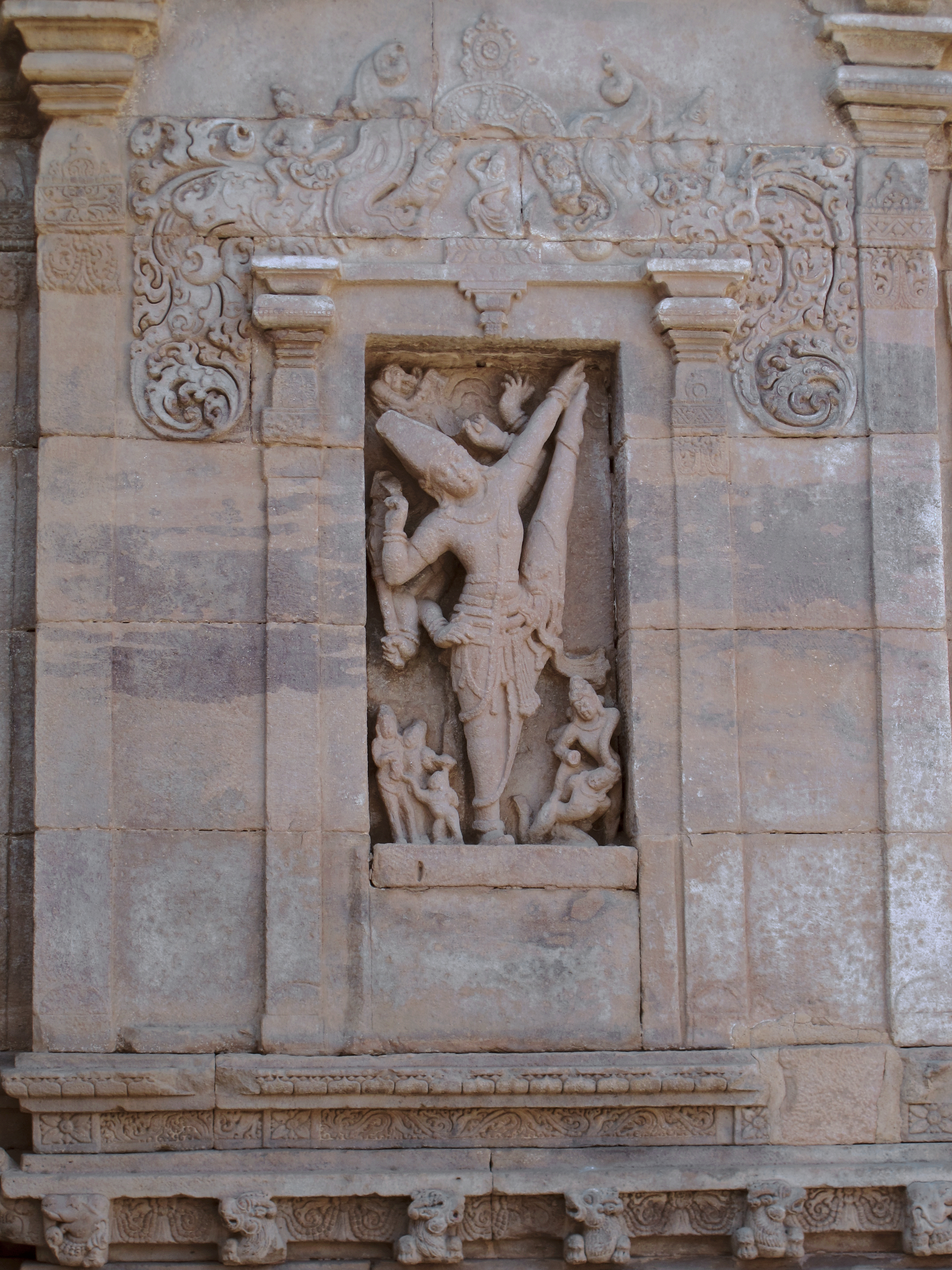
特徴的なヨガのポーズを取るヴァーマナ（カルナータカ州）。